# Pautaines-Augeville
Épizon era una comuna francesa situada en el departamento de Alto Marne, de la región de Gran Este, que el 28 de febrero de 2013 pasó a ser una comuna delegada de la comuna nueva de Épizon al fusionarse con la comuna de Épizon.

## Demografía
| Gráfica de evolución demográfica de Pautaines-Augeville entre 1800 y 2014 |
|                                                                           |

Los datos demográficos contemplados en este gráfico de la comuna de Pautaines-Augeville se han cogido de 1800 a 1999 de la página francesa EHESS/Cassini, y los demás datos de la página del INSEE.